# Domaine de Kariya

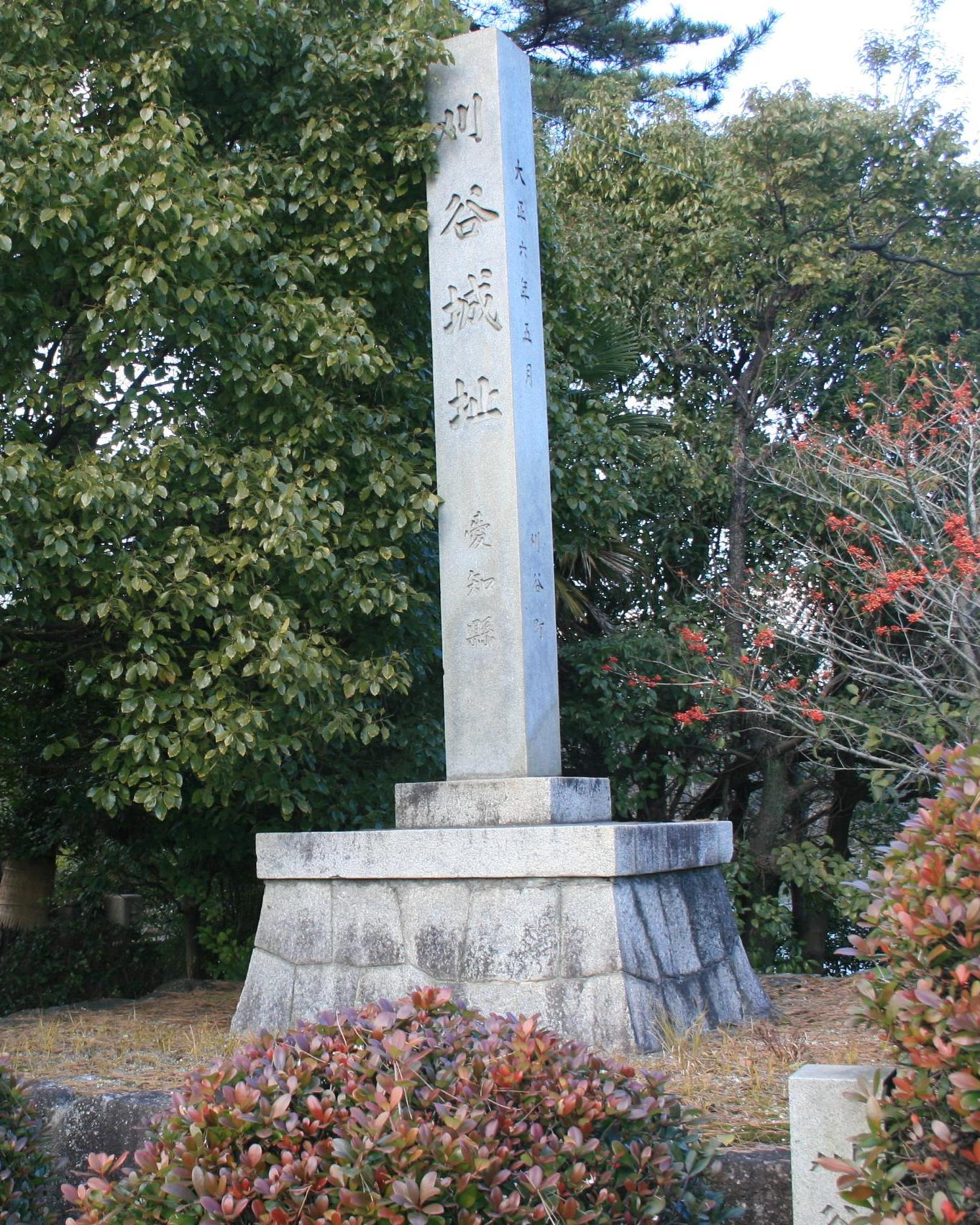
Monument marquant l'emplacement du château de Kariya.

Le domaine de Kariya (刈屋藩, Kariya-han) est un domaine féodal japonais de l'époque d'Edo, situé dans ce qui est de nos jours les villes de Kariya et Anjō, préfecture d'Aichi. Le centre du domaine se trouve au château de Kariya, dans la ville moderne de Kariya.

## Histoire
Durant l'époque Sengoku, la zone du domaine de Kariya fait partie du territoire de la famille de la mère de Tokugawa Ieyasu, le clan Mizuno. Tadamasa Mizuno, le grand-père maternel d'Ieyasu, a construit le château. Le clan Mizuno change adroitement d'allégeance en passant du clan Imagawa à Oda Nobunaga et Toyotomi Hideyoshi, qui affecte le clan dans la province d'Ise. Mais Katsunari Mizuno, le petit-fils de Tadamasa, est autorisé par Iesagu à retourner sur les terres ancestrales du clan après la bataille de Sekigahara. Il est plus tard remercié avec des territoires plus rémunérateurs dans l'ouest du Japon et remplacé par Mizuno Tadakiyo, issu d'une autre branche du clan basée au domaine d'Obata dans la province de Kōzuke. En 1632, il est transféré au proche domaine de Yoshida et remplacé par Tadafusa Matsudaira en 1647, suivi de Sadamasa Matsudaira (issu d'une autre branche du clan Matsudaira) en 1651. Par la suite, le domaine est aux mains des clans Inagaki, Abe, Honda, Miura et, finalement, le clan Doi de 1734 jusqu'à la restauration de Meiji.
Bien que titulaire de plusieurs importantes fonctions au sein de l'administration du shogunat Tokugawa, Toshiyoshi Doi, avant-dernier daimyō du domaine de Kariya, donne asile aux rebelles du soulèvement militaire de Tenchūgumi et est contraint de démissionner. Son fils adoptif, Toshinori Doi, gouverne un domaine en état de guerre civile entre factions pro-shogunat et pro-sonnō jōi durant la guerre de Boshin et se montre incapable de remplir l'objectif qui lui a été assigné, à savoir conserver le château de Sunpu pour le shogunat. Après l'abolition du système han en juillet 1871, le domaine devient « préfecture de Kariya » pour être plus tard intégré dans la préfecture d'Aichi.
Le domaine n'est pas un territoire d'un seul tenant continu mais un ensemble de 22 villages dans le district de Hekikai à Mikawa et 11 villages dans le district de Date, province de Mutsu.

## Liste des daimyōs
- Clan Mizuno (fudai) 1600-1615

| # | Nom                         | Dates     | Titre         | Rang                    | Revenus     |
| - | --------------------------- | --------- | ------------- | ----------------------- | ----------- |
| 1 | Katsunari Mizuno (水野勝成) | 1600-1615 | Hyuga-no-kami | 5e inférieur (従五位下) | 30 000 koku |

- Clan Mizuno (fudai) 1616-1632

| # | Nom                        | Dates     | Titre          | Rang                    | Revenus     |
| - | -------------------------- | --------- | -------------- | ----------------------- | ----------- |
| 1 | Tadakiyo Mizuno (水野忠清) | 1616-1632 | Hayato-no-kami | 5e inférieur (従五位下) | 20 000 koku |

- Clan Matsudaira (fudai) 1632-1649

| # | Nom                                  | Dates     | Titre          | Rang                    | Revenus     |
| - | ------------------------------------ | --------- | -------------- | ----------------------- | ----------- |
| 1 | Tadafusa Matsudaira (松平(深溝)忠房) | 1632-1649 | Tonomo-no-kami | 5e inférieur (従五位下) | 30 000 koku |

- Clan Matsudaira (fudai) 1649-1651

| # | Nom                                  | Dates     | Titre         | Rang                    | Revenus     |
| - | ------------------------------------ | --------- | ------------- | ----------------------- | ----------- |
| 1 | Tadamasa Matsudaira (松平(久松)定政) | 1649-1651 | Hyuga-no-kami | 5e inférieur (従五位下) | 20 000 koku |

- Clan Inagaki (fudai) 1651-1702

| # | Nom                           | Dates     | Titre           | Rang                    | Revenus     |
| - | ----------------------------- | --------- | --------------- | ----------------------- | ----------- |
| 1 | Shigetsuna Inagaki (稲垣重綱) | 1651-1654 | Settsu-no-kami  | 5e inférieur (従五位下) | 23 000 koku |
| 2 | Shigeaki Inagaki (稲垣重昭)   | 1654-1687 | Shinano-no-kami | 5e inférieur (従五位下) | 23 000 koku |
| 3 | Shigetomi Inagaki (稲垣重富)  | 1687-1702 | Izumi-no-kami   | 5e inférieur (従五位下) | 23 000 koku |

- Clan Abe (fudai) 1702-1710

| # | Nom                         | Dates     | Titre         | Rang                    | Revenus     |
| - | --------------------------- | --------- | ------------- | ----------------------- | ----------- |
| 1 | Abe Masaharu Abe (阿部正春) | 1702-1709 | Iyo-no-kami   | 5e inférieur (従五位下) | 16 000 koku |
| 2 | Masatane Abe (阿部正鎮)     | 1709-1710 | Inaba-no-kami | 5e inférieur (従五位下) | 16 000 koku |

- Clan Honda (fudai) 1710-1712

| # | Nom                        | Dates     | Titre                    | Rang                    | Revenus     |
| - | -------------------------- | --------- | ------------------------ | ----------------------- | ----------- |
| 1 | Tadayoshi Honda (本多忠良) | 1710-1712 | Nakatsukasa-taifu ; jijū | 4e inférieur (従四位下) | 50 000 koku |

- Clan Miura (fudai) 1712-1747

| # | Nom                        | Dates     | Titre         | Rang                    | Revenus     |
| - | -------------------------- | --------- | ------------- | ----------------------- | ----------- |
| 1 | Akihiro Miura (三浦明敬)   | 1712-1724 | Iki-no-kami   | 5e inférieur (従五位下) | 23 000 koku |
| 2 | Akitaka Miura (三浦明喬)   | 1724-1726 | Iki-no-kami   | 5e inférieur (従五位下) | 23 000 koku |
| 3 | Yoshisato Miura (三浦義理) | 1726-1747 | Shima-no-kami | 5e inférieur (従五位下) | 23 000 koku |

- Clan Doi (fudai) 1747-1871

| # | Nom                       | Dates     | Titre             | Rang                    | Revenus     |
| - | ------------------------- | --------- | ----------------- | ----------------------- | ----------- |
| 1 | Toshinobu Doi (土井利信)  | 1747-1767 | Iyo-no-kami       | 5e inférieur (従五位下) | 23 000 koku |
| 2 | Toshinari Doi (土井利徳)  | 1767-1787 | Yamashiro-no-kami | 5e inférieur (従五位下) | 23 000 koku |
| 3 | Toshinori Doi (土井利制)  | 1787-1794 | Hyobu-no-kami     | 5e inférieur (従五位下) | 23 000 koku |
| 4 | Toshikata Doi (土井利謙)  | 1794-1813 | Iyo-no-kami       | 5e inférieur (従五位下) | 23 000 koku |
| 5 | Toshimochi Doi (土井利以) | 1813-1829 | Awaji-no-kami     | 5e inférieur (従五位下) | 23 000 koku |
| 6 | Toshiharu Doi (土井利行)  | 1830-1838 | Osumi-no-kami     | 5e inférieur (従五位下) | 23 000 koku |
| 7 | Toshisuke Doi (土井利祐)  | 1838-1846 | Awaji-no-kami     | 5e inférieur (従五位下) | 23 000 koku |
| 8 | Toshiyoshi Doi (土井利善) | 1847-1866 | Osumi-no-kami     | 5e inférieur (従五位下) | 23 000 koku |
| 9 | Toshinori Doi (土井利教)  | 1866-1871 | Awaji-no-kami     | 5e inférieur (従五位下) | 23 000 koku |

## Source de la traduction
- (en) Cet article est partiellement ou en totalité issu de l’article de Wikipédia en anglais intitulé « Kariya Domain » (voir la liste des auteurs).